# Васкемер
Васкемер (нід. Waskemeer) — село в нідерландській провінції Фрисландія. Входить до муніципалітету Остстеллінгверф.
Його площа становить 5,78км², а населення станом на 2021 рік складало 835 осіб.
Перша згадка про населений пункт датується 1718 роком.